# Sliman Kchouk
Sliman Kchouk (Bizerte, 5 luglio 1994) è un calciatore tunisino, difensore dell'Al-Khums.

## Carriera

### Club
Dal 2011 gioca nel Championnat de Ligue Professionelle 1, la massima serie tunisina, con il Bizertin.

### Nazionale
Esordisce in nazionale il 4 gennaio 2017, nell'amichevole vinta per 2-0 contro l'Uganda. Viene convocato per la Coppa d'Africa 2017 in Gabon.